# División de Fawkner
La División de Fawkner es una extinta división electoral en el estado australiano de Victoria. La división fue creada en 1906 como reemplazo de la de Southern Melbourne, siendo disuelta en 1969.

## Geografía
Estaba ubicado en el extrarradio del sur de Melbourne, incluyendo en varias ocasiones Prahran, South Yarra, San Kilda y Toorak. Por lo general, era un escaño conservador seguro, pero ocasionalmente fue ganado por el Partido Laborista Australiano.

## Historia
El escaño fue conocido como el punto de partida de la carrera del que sería primer ministro Harold Holt en 1966. Holt ocupó el escaño de la División de Fawkner desde 1935 hasta 1949, tras lo cual fue transferido la División de Higgins, distrito electoral de clase acomodada y alto poder adquisitivo.

## Epónimo

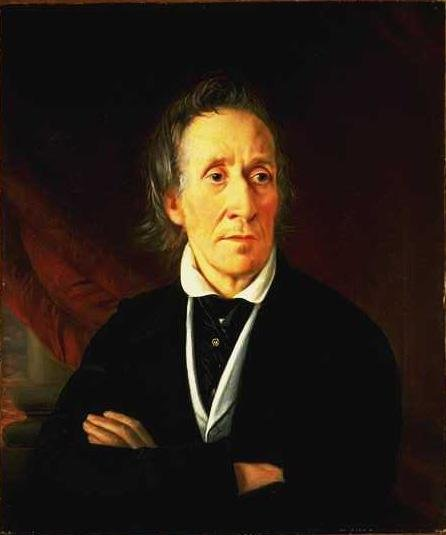
Retrato de John Pascoe Fawkner, al que debió su nombre la extinta división

La división llevó el nombre de John Pascoe Fawkner, uno de los fundadores de Melbourne.

## Representantes electos
| Imagen                                        | Miembro                      | Partido                                        | Duración                                        | Notas |
| --------------------------------------------- | ---------------------------- | ---------------------------------------------- | ----------------------------------------------- | --- |
|                                               | George Fairbairn (1855–1943) | Independente Protectionista                    | 12 de diciembre de 1906 – 26 de mayo de 1909    | Anteriormente retuvo el escaño por Toorak en la Asamblea Legislativa de Victoria y renunció en 1906. Fue electo para el Senado posteriormente, en 1917.                                                                                       |
| Commonwealth Liberal                          | George Fairbairn (1855–1943) | 26 de mayo de 1909 – 31 de mayo de 1913        |                                                 | Anteriormente retuvo el escaño por Toorak en la Asamblea Legislativa de Victoria y renunció en 1906. Fue electo para el Senado posteriormente, en 1917.                                                                                       |
|                                               | Joseph Hannan (1873–1943)    | Laborista                                      | 31 de mayo de 1913 – 5 de mayo de 1917          | Anteriormente ocupó el escaño de Albert Park en la Asamblea Legislativa de Victoria, perdiéndolo en 1917. Más tarde fue nombrado miembro del Senado en 1924                                                                                   |
|                                               | George Maxwell (1859–1935)   | Partido Nacionalista de Australia (NPA)        | 5 de mayo de 1917 – Septiembre de 1929          | Fallecido en el cargo |
| Independente Nacionalistaa                    | George Maxwell (1859–1935)   | Septiembre de 1929 – 2 de diciembre de 1929    |                                                 | Fallecido en el cargo |
| Australian Party                              | George Maxwell (1859–1935)   | 2 de diciembre de 1929 – Mayo de 1930          |                                                 | Fallecido en el cargo |
| Independente                                  | George Maxwell (1859–1935)   | Mayo de 1930 – 7 de mayo de 1931               |                                                 | Fallecido en el cargo |
| Australia Unida (UAP)                         | George Maxwell (1859–1935)   | 7 de mayo de 1931 – 25 de junio de 1935        |                                                 | Fallecido en el cargo |
|                                               | Harold Holt (1908–1967)      | Australia Unida (UAP)                          | 17 de agosto de 1935 – 21 de febrero de 1945    | Sirvió como ministros en los gobiernos de Menzies y Fadden. Transferido a la División de Higgins |
| Liberal                                       | Harold Holt (1908–1967)      | 21 de febrero de 1945– 10 de diciembre de 1949 |                                                 | Sirvió como ministros en los gobiernos de Menzies y Fadden. Transferido a la División de Higgins |
|                                               | Bill Bourke (1913–1981)      | Laborista                                      | 10 de diciembre de 1949 – Abril de 1955         | Escaño perdido |
| Partido Laborista Democrático (Anticomunista) | Bill Bourke (1913–1981)      | Abril de 1955 – 10 de diciembre de 1955        |                                                 | Escaño perdido |
|                                               | Peter Howson (1919–2009)     | Liberal                                        | 10 de diciembre de 1955 – 25 de octubre de 1969 | Sirvió como Whip principal en la Cámara de Representantes bajo el gobierno de Menzies. Sirvió como ministro en los gobiernos de Menzies, Holt, McEwen and Gorton. Transferido a la División de Casey tras ser disuelta la de Fawkner en 1969. |